# Kisko kyrkoby
Kisko kyrkoby (finska: Kiskon kirkonkylä) är en by i staden Salo, i tidigare Kisko kommun i landskapet Egentliga Finland.
I kyrkbyns centrum finns Kisko kyrka, församlingshemmet och Kisko hembygdsmuseum som är öppet under sommaren. En bit längre bort ligger ruinerna av Aspenäs slott. Enligt Museiverket har området i kyrkbyn varit bebott åtminstone sedan början av 1300-talet. Under perioden 1600–1950 var området ett livligt befolkningscentrum med affärer, restauranger, skolor, banker och postkontor, men numera finns tjänster i byn Toija, två kilometer bort.
Museiverket har klassat Kiskos kyrkoby som en av Finlands värdefulla byggda kulturmiljöer av riksintresse.
Trähusskolan i två våningar från 1890 i Kiskos kyrkby ägs av musikern Perttu Kivilaakso, och den tidigare prästgården av operasångerskan Lilli Paasikivi.
Det första spannmålsmagasinet i Kisko byggdes, efter en tvist, i Kiskos kyrkoby som då tillhörde Nylands län. Församlingsborna på Åbo läns sida byggde sitt eget magasin i Toija. Magasinet i kyrkobyn används idag som hembygdsmuseum.